# Campionati italiani di triathlon del 2024
I Campionati italiani di triathlon del 2024 (XXXVI edizione) sono stati organizzati dalla Flipper Triathlon ASD in collaborazione con la Federazione Italiana Triathlon e si sono tenuti ad Alba Adriatica in Abruzzo, in data 22 giugno 2024
Tra gli uomini ha vinto Sergiy Polikarpenko (Carabinieri), mentre la gara femminile è andata ad Costanza Arpinelli (Fiamme azzurre).
Hanno vinto il titolo italiano Under 23 Pietro Giovannini e Angelica Prestia. 

## Risultati

### Elite uomini
| Pos. | Atleta                            | Società sportiva       | Corsa   | Ciclismo | Corsa   | Totale  |
| ---- | --------------------------------- | ---------------------- | ------- | -------- | ------- | ------- |
|      | Volodymyrovyc Sergiy Polikarpenko | Carabinieri            | 0.18.28 | 0.53.19  | 0.31.28 | 1.44.14 |
|      | Pietro Giovannini                 | Raschiani Triathlon    | 0.18.23 | 0.53.20  | 0.31.46 | 1.44.22 |
|      | Michele Bortolamedi               | K3 Cremona             | 0.18.27 | 0.53.15  | 0.31.59 | 1.44.30 |
| 4    | Delian Dimko Stateff              | Fiamme Azzurre         | 0.18.27 | 0.53.16  | 0.32.11 | 1.44.46 |
| 5    | Miguel Larramona Espuna           | CUS Pro Patria Milano  | 0.18.26 | 0.53.16  | 0.32.56 | 1.45.30 |
| 6    | Federico Murero                   | Tri Team Brianza       | 0.18.31 | 0.53.14  | 0.33.56 | 1.46.29 |
| 7    | Davide Menichelli                 | Doria Nuoto Loano      | 0.18.53 | 0.54.19  | 0.32.44 | 1.46.48 |
| 8    | Marco Arnaudo                     | K3 Cremona             | 0.18.33 | 0.54.06  | 0.34.17 | 1.47.44 |
| 9    | Niccolo' Sancisi                  | Dinamo Triathlon       | 0.18.41 | 0.54.29  | 0.34.27 | 1.48.28 |
| 10   | Giulio Pugliese                   | Torrino Roma Triathlon | 0.18.46 | 0.54.22  | 0.35.13 | 1.49.17 |
| 11   | Simeone Romano                    | Cuneo1198 Mentecorpo   | 0.18.43 | 0.54.29  | 0.36.02 | 1.50.08 |
| 12   | Daniele Gambitta                  | Magma Team             | 0.20.10 | 0.56.30  | 0.32.53 | 1.50.28 |
| 13   | Giacomo Mazzolin                  | Valdigne Triathlon     | 0.19.42 | 0.57.10  | 0.32.52 | 1.50.35 |
| 14   | Marco Barison                     | Valdigne Triathlon     | 0.19.48 | 0.57.02  | 0.33.01 | 1.50.48 |
| 15   | Carlo Matteo Perri                | K3 Cremona             | 0.18.44 | 0.57.55  | 0.33.22 | 1.50.59 |
| 16   | Ivan Cappelli                     | Valdigne Triathlon     | 0.19.50 | 0.56.52  | 0.33.27 | 1.51.10 |
| 17   | Filippo Trevisani                 | CUS Pro Patria Milano  | 0.20.17 | 0.56.24  | 0.33.49 | 1.51.31 |
| 18   | Davide Ingrilli'                  | 707                    | 0.18.37 | 0.56.44  | 0.35.30 | 1.51.42 |
| 19   | Francesco Thomas Previtali        | Raschiani Triathlon    | 0.18.58 | 0.57.47  | 0.34.08 | 1.51.51 |
| 20   | Fiorenzo Angelini                 | Fiamme Oro             | 0.18.31 | 0.56.47  | 0.35.47 | 1.51.59 |

### Elite donne
| Pos. | Atleta                            | Società sportiva      | Corsa   | Ciclismo | Corsa   | Totale  |
| ---- | --------------------------------- | --------------------- | ------- | -------- | ------- | ------- |
|      | Costanza Arpinelli                | Fiamme Azzurre        | 0.20.34 | 0.59.43  | 0.36.23 | 1.57.33 |
|      | Luisa Iogna-prat                  | 707                   | 0.20.40 | 0.59.36  | 0.36.42 | 1.57.58 |
|      | Angelica Prestia                  | Esercito              | 0.20.35 | 0.59.40  | 0.37.24 | 1.58.39 |
| 4    | Alessia Orla                      | K3 Cremona            | 0.20.34 | 0.59.40  | 0.38.06 | 1.59.19 |
| 5    | Sharon Spimi                      | Fiamme Oro            | 0.20.32 | 0.59.36  | 0.38.19 | 1.59.27 |
| 6    | Asia Mercatelli                   | 707                   | 0.20.39 | 1.01.49  | 0.36.27 | 1.59.55 |
| 7    | Nicoletta Santonocito             | K3 Cremona            | 0.21.41 | 1.00.44  | 0.36.35 | 2.00.04 |
| 8    | Chiara Lobba                      | K3 Cremona            | 0.21.41 | 1.00.44  | 0.37.07 | 2.00.25 |
| 9    | Federica Frigerio                 | CUS Pro Patria Milano | 0.21.46 | 1.00.43  | 0.37.13 | 2.00.43 |
| 10   | Anna Adelaide Confalonieri Badini | K3 Cremona            | 0.20.51 | 1.01.36  | 0.37.28 | 2.00.53 |
| 11   | Denise Cavallini                  | DDS                   | 0.20.43 | 1.01.39  | 0.37.36 | 2.00.59 |
| 12   | Eleonora Demarchi                 | Cuneo1198 Mentecorpo  | 0.21.40 | 1.00.44  | 0.38.07 | 2.01.30 |
| 13   | Francesca Crestani                | Valdigne Triathlon    | 0.21.38 | 1.00.42  | 0.38.38 | 2.01.58 |
| 14   | Giada Stegani                     | Leosport              | 0.20.33 | 1.01.57  | 0.38.33 | 2.02.00 |
| 15   | Alice Bagarello                   | K3 Cremona            | 0.23.04 | 1.01.40  | 0.36.12 | 2.02.26 |
| 16   | Anita Ghelardoni                  | Firenze Tri           | 0.20.49 | 1.01.41  | 0.39.08 | 2.02.42 |
| 17   | Laura Ceddia                      | Raschiani Triathlon   | 0.21.40 | 1.00.46  | 0.39.33 | 2.02.59 |
| 18   | Matilde Locatelli                 | CUS Pro Patria Milano | 0.20.51 | 1.01.39  | 0.41.16 | 2.04.46 |
| 19   | Myriam Grassi                     | Team Star Ssd         | 0.23.15 | 1.01.34  | 0.39.12 | 2.05.12 |
| 20   | Chiara Cavalli                    | K3 Cremona            | 0.23.18 | 1.01.34  | 0.39.46 | 2.05.40 |